# Hideo Azuma
Hideo Azuma (jap. 吾妻 ひでお Azuma Hideo, właśc. 吾妻 日出夫 Azuma Hideo; ur. 6 lutego 1950 w Urahoro, zm. 13 października 2019 w Tokio) – japoński mangaka. W latach 70. i 80. XX w. tworzył liczne serie z gatunku science fiction, z elementami absurdu, komizmu, a także erotyki i pornografii. Na podstawie jego mang Olympos no Pollon i Nanako SOS powstały telewizyjne seriale anime. Publikował także na scenie dōjin, współtworząc od 1979 roku periodyk „Cybele”, pionierskie dōjinshi z gatunku loliconu. Czerpiąc ze stylu Osamu Tezuki i mang shōjo, odegrał kluczową rolę w rozpowszechnieniu wizerunku bishōjo w kulturze otaku. Jest uznawany za twórcę estetyki „uroczego erotyzmu” (kawaii ero).

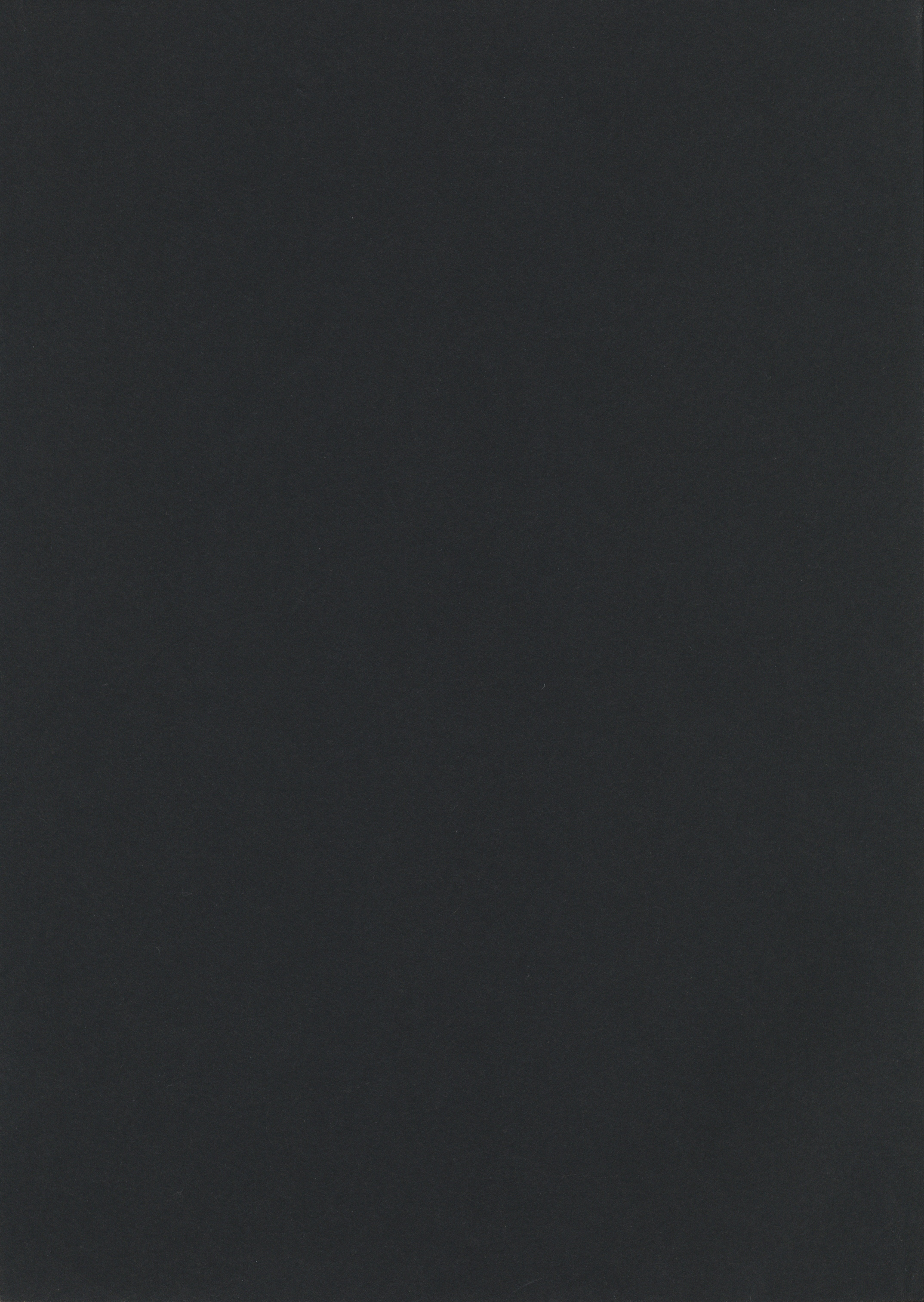
Czarna okładka dōjinshi „Cybele”, którego Azuma był współautorem

W 2005 roku Hideo Azuma opublikował autobiograficzną mangę Dziennik z zaginięcia, która zdobyła szereg nagród, w tym Nagrodę Kulturalną im. Osamu Tezuki.

## Styl
Hideo Azuma opisywał swój styl jako połączenie niskich, zaokrąglonych sylwetek postaci z mang Osamu Tezuki z okrągłymi i pełnymi ekspresji twarzami z mang shōjo, co uznawał za na wskroś erotyczne. Tym sposobem stworzył bishōjo, komiksową postać uroczej dziewczyny, oraz formę erotyzmu opartą na takich postaciach (kawaii ero). Jego prace z mangami shōjo łączył także „brak realizmu”. Azuma szukał alternatywy dla zmaskulinizowanej, „realistycznej” twórczości obecnej w komiksach typu gekiga, które zdominowały rynek mang dla dorosłych w latach 60. i 70. W swoich pracach przedstawiał nowe podejście do relacji damsko-męskich, co pozwalało mu wykroczyć poza obowiązujące wzorce ról płciowych, dojrzałości płciowej i modeli rodziny.

## Nagrody
- Nagroda Seiun w dziedzinie mangi – Fujōri nikki (1979)[6]
- Nagroda Japan Media Arts Festival w dziedzinie mangi – Dziennik z zaginięcia (2005)[2]
- Nagroda Japońskiego Stowarzyszenia Mangaków – Dziennik z zaginięcia (2005)[1]
- Nagroda Seiun w dziedzinie literatury faktu – Dziennik z zaginięcia (2006)[7]
- Nagroda Kulturalna im. Osamu Tezuki – Dziennik z zaginięcia (2006)[2]
- Gran Guinigi (riscoperta di un’opera) – Dziennik z zaginięcia (2019)[7]
- Nagroda za zasługi Nihon SF (2020)[8]